# Kayah
Kayah és un dels set estats pels pobles minoritaris establerts per la constitució de 1974 a Birmània. Té uns dos-cents mil habitants i 11.670 km². Està poblat per la nació Karenni, de la qual els Kayah només són un dels quatre grups principals.
L'estat fou creat unilateralment per Birmània el 1948 amb el nom de Karenni, i es va canviar a Kayah el 1951. El 1974 la constitució va ratificar l'existència de l'estat.
A l'estat viuen les següents nacions o grups:
- Kayah (Karenni)
- Zayein
- Ka-Yun (Padaung)
- Gheko
- Kebar
- Bre (Ka-Yaw)
- Manu Manaw
- Yin (Yin Talai i Yin Baw)

Pel poble Karenni, la història del país i la política, vegeu: Karenni